# Strada rușinii
Strada rușinii este un film japonez din 1956, regizat de Kenji Mizoguchi.